# Cañuelas
Pour le partido homonyme, voir Cañuelas (partido).
Cañuelas est une localité argentine située dans le partido homonyme, dans la province de Buenos Aires.

## Démographie
La localité compte 29 974 habitants (Indec, 2010), ce qui représente une augmentation de 50 % par rapport au recensement précédent de 2001.